# 矢野常太郎

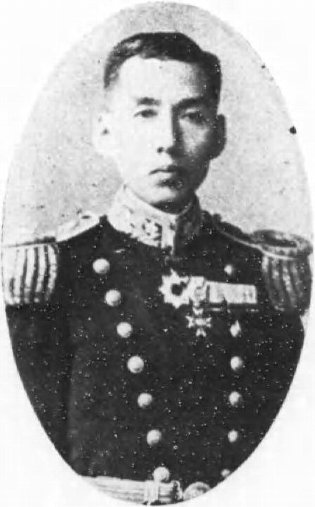
矢野常太郎

矢野 常太郎（やの じょうたろう、1864年3月11日（文久4年2月4日） - 1922年（大正11年）9月16日）は、海軍主計少将。族籍は愛媛県平民。

## 経歴
伊予国越智郡今治（現・愛媛県今治市）生まれ。矢野和平太の長男。1883年（明治16年）、家督を相続した。1884年（明治17年）、慶應義塾を卒業。海軍主計官志願者の募集試験に応じて合格した。
1885年（明治18年）、海軍御用掛を命ぜられる。主計簿、小主計と昇進し伊東祐亨の秘書として清国を巡航。のちに佐世保海軍団付を命ぜられる。海軍主計学校に通い、海軍省三局勤務となる。その後主計小監・呉海軍工廠会計課長に任命。1901年（明治34年）、主計中監・佐世保計理部第一課長に転じた。1903年（明治36年）、主計大監に進み、主計官練習所長に就任。日露戦争中はイギリスに出張した。その後、海戦史に従事。1911年（明治41年）、退官。

## 人物
性格は、少しも倨傲の風なく、言語挙措すべて優しかった。住所は東京赤坂区青山南町、広島市東白島町。

## 家族・親族
矢野家　
- 父・和平太（愛媛平民）[2]
- 母・キヌ（1843年 - ?、愛媛、矢野武三郎の二女）[2]
- 弟・誠一（1878年 - ?）[2]
- 妹
  - トモヨ（愛媛、矢野亮一の妻）[1][3]
  - トクヨ（愛媛、山内牧二郎の妻）[3]
  - リン（愛媛、矢野眞平の二男研一の妻）[3]
- 妻・カツヨ（1879年 - ?、広島士族、佐久間義一郎の二女）[2]
- 庶子女・輝子（1895年 - ?、生母は東京府人の高橋はる[2][3]、山口県人西田博太郎の弟の妻[3]）
- 女・さき（1899年 - ?）[2]

親戚
- 矢野亮一（三井合名不動産課長）[1]